# Wonotingal
Wonotingal is een bestuurslaag in het regentschap Semarang van de provincie Midden-Java, Indonesië. Wonotingal telt 8364 inwoners (volkstelling 2010).